# Kaduna (stát)
Kaduna je jeden ze 36 států Nigérie. Leží v severní části země a jeho hlavním městem je Kaduna. Vznikl v roce 1967 jako North-Central State, přičemž jeho součástí byl také dnešní sousední stát Katsina. Kaduna je třetí nejlidnatější stát v Nigérii a čtvrtý největší v zemi z hlediska rozlohy. Někdy je označován jako centrum vzdělání v zemi, a to vzhledem k tomu, že se v něm nachází několik významných nigerijských univerzit jako například Univerzita Ahmadu Bello. Jinak je ale ve státě dominantní zemědělství; hojně se zde pěstuje například bavlna nebo podzemnice olejná. 